# Christine Boutin
Christine Boutin (Levroux, Indre, Francia, 6 de febrero de 1944) es una política francesa de orientación demócrata cristiana. Desde 2004 es diputada de la Asamblea Nacional Francesa del departamento de Yvelines. Desde el 18 de mayo de 2007 hasta el 23 de junio de 2009 ha sido Ministra de la Vivienda del gobierno francés. También es la líder del Partido Cristiano-Demócrata asociado a la Unión por un Movimiento Popular (UMP).